# Het Witte Kasteel
Het Witte Kasteel is een omgracht landhuis te Loon op Zand, in de Nederlandse provincie Noord-Brabant. Het is in 1777 gebouwd op de resten van een ouder kasteel dat toebehoorde aan de Heren van Loon op Zand.

## Geschiedenis
De heerlijkheid Venloon werd in 1296 uitgegeven door de Hertog van Brabant aan Willem II van Horne. Hierna kwam ze aan achtereenvolgens Gerard I van Horne, Willem IV van Horne, Gerard II van Horne en Johanna van Horne. Zij was gehuwd met Gijsbrecht van Abcoude en hun oudste zoon was Zweder van Abcoude. Omstreeks 1380 werd de heerlijkheid door Johanna van Brabant uitgegeven aan Paul van Haastrecht, tezamen met de heerlijkheden Tilburg en Drunen. Omstreeks deze tijd moet ook het oorspronkelijke kasteel zijn gebouwd. Paul was ook hoogschout van 's-Hertogenbosch en, bij een conflict koos hij de zijde van het Graafschap Holland en kwam aldus in aanvaring met Johanna. De hertogin heeft omstreeks 1400 het kasteel belegerd, waarbij Paul het verdedigingswerk Commer bemande. Dit verdedigingswerk werd vernietigd, waarbij Paul sneuvelde maar vrouw en zoon, die in het sterkere kasteel verbleven, werden gespaard.
Na Paul van Haastrecht kwam de heerlijkheid aan zijn zoon, Hendrik van Haastrecht, die getrouwd was met Elsken van Dalen. Daarna kwam Dirk van Haastrecht en in 1492 kwam de heerlijkheid aan diens dochter, Maria van Haastrecht. Maria trouwde met Robbrecht van Grevenbroek en daarmee kwam de heerlijkheid aan het geslacht Van Grevenbroek. Toen Maria in 1538 stierf, kwam de heerlijkheid aan haar zoon Dirk van Grevenbroek, welke gehuwd was met Filiberta van Immerzeel. Na Dirks dood werd Filiberta vrouwe van Loon op Zand.
Ondertussen echter was de Tachtigjarige Oorlog uitgebroken en in 1587 werd het kasteel belegerd door Staatse troepen onder leiding van Filips van Hohenlohe-Neuenstein: Op 24 juny toogen de Staatschen door de Langstraat voren het kasteel Loon op Zandt in de Meyerye en beschooten hetzelve met vijf stukken geschut. Aldus kwam het kasteel in staatse handen, maar het werd spoedig daarna door de Spaanse legeraanvoerder Peter Ernst I van Mansfeld door de Spaansgezinden heroverd. De regering van 's-Hertogenbosch verzocht aan Parma dat hij het Huys te Loon, de Schans te Engelen en eenige andere kastelen, ronsom de stad gelegen, met zulke krijgsknechten die door de Stad en Meyery werden betaald, wilde doen bezetten. Aldus geschiedde, maar in 1590 volgde opnieuw een belegering.
Filiberta stierf in 1603 en haar kleinzoon Dirk, gehuwd met Maria van Renesse, vrouwe van Haveluy, die in 1574 reeds beleend was met Bokhoven, werd nu ook heer van dat dorp Venloen met hooghe, middel ende neder heerlicheyden, mit manscapen, waranden, voghelrien, visscherien, houtscat, heymaet, statgelt, fourfaicten, mitten slote tot Venloen, enzovoort. Dirk stierf in 1610 en Maria in 1622. Hun oudste zoon Engelbrecht van Grevenbroek werd in 1610 heer van Loon op Zand. Hij was gehuwd met Helena de Montmorency. In 1619 werd hij ook heer van Bokhoven, in 1631 heer van Itegem, Ter Hameyden en Immerseel. Hij overleed in 1652 en Helena in 1648. Zij werden in de kerk van Bokhoven begraven en hun praalgraf bestaat nog steeds.
De heren van Loon op Zand stelden de katholieken in deze tijd in staat om de Mis bij te wonen in de slotkapel, en later werd er op het kasteelterrein een schuurkerk gebouwd, die tot 1823 dienstdeed.
In 1653 kwam de heerlijkheid aan Theodorus van Immerseel, zoon van Engelbrecht, en na zijn dood in 1657 werd diens broer Thomas van Immerseel de heer. Deze was getrouwd met Madeleine 't Serclaes de Tilly. Hun zoon Ferdinand van Immerseel werd in 1672 beleend met Loon op Zand. Ondertussen vielen de Fransen binnen en verwoestten het kasteel. Ferdinands zoon, die ook Ferdinand van Immerseel heette, werd in 1677 beleend met Bokhoven en Loon op Zand. In 1696 stierf hij kinderloos.
Nu werd de broer van Ferdinand jr., Charles van Immerseel geheten, beleend met de heerlijkeid. Deze was verstandelijk beperkt en stierf ongehuwd. Na een langdurige procedure werd Loon op Zand uiteindelijk toegewezen aan een achterkleinzoon van Maria van Immerseel, en dit was Louis Charles Otto van Salm-Salm. Hij was het die het oorspronkelijke kasteel liet afbreken en in de huidige vorm liet bouwen. Louis Charles stierf in 1778, waarna zijn neef Constantijn Alexander van Salm-Salm de heerlijkheid in leen kreeg. Deze was vorst van Salm-Salm en Anholt, en hertog van Hoogstraten.
In 1828 erfde Constantijns zoon, Guillaume van Salm-Salm, het kasteel. Het werd echter in de zomer bewoond door jonkheer F.X. Verheyen, de zoon van de rentmeester van de familie Salm-Salm. In 1857 kocht de weduwe van deze jonkheer, Sophia de Roy van Zuydewijn, het kasteel. Telgen van de familie Verheyen, zoals Eugène Verheyen, die rechter was en lid van de Provinciale Staten, bewoonden in de opvolgende jaren het kasteel. Uiteindelijk woonde freule Emily Verheyen er, welke trouwde met ene Ten Horn, die arts was. Zij verkocht het kasteel in 1978 aan J. Lemmens, die een belegger was en in een deel van het kasteel ging wonen. In het andere deel bleef Emily tot haar dood in 1984 wonen. In 1985 kocht J. van Dal het kasteel. Hij was antiquair en gebruikte het hoofdgebouw voor zijn zaak. Daarnaast organiseerde hij tentoonstellingen waaronder moderne kunst in het kasteelpark. Zelf bewoonde hij het neerhuis. In februari 2007 verkocht hij het kasteel. 
In 2007 vond er een bezetting van het kasteel plaats toen de eigenaar, de miljonair Wim de Pundert, het kasteel dreigde te laten verloederen als de gemeente Loon op Zand niet zou meewerken aan een opknapbeurt. De ingrijpende plannen voor een verbouwing werden door de Rijksdienst voor Cultureel Erfgoed echter niet goedgekeurd.
In 2014 droeg De Pundert Het Witte Kasteel over aan de dorpsgemeenschap van Loon op Zand. De Stichting Het Witte Kasteel heeft met de hulp van een zestigtal vrijwilligers het gebouw met bijgebouwen en tuinen gerestaureerd en opgeknapt. Sindsdien fungeert het als trouwlocatie en worden er kleine concerten en exposities gehouden. In de z.g. 'neerhuizen' aan weerszijden van het voorplein zijn een dagrestaurant en een bed & breakfast ondergebracht.

## Gebouw
Het oudste deel van het kasteel stamt vermoedelijk uit 1387.  Er bestaat een akte gedateerd 1387, waarin staat dat een huis moest worden getimmerd in Lone. Het betrof een omgrachte donjon van 11 bij 13 meter. Het kasteel werd uitgebreid in de 15e en 16e eeuw. Er verrezen bijgebouwen, zoals onderkomens voor soldaten, een smederij en een bakkerij. Ook werden vleugels aan het kasteel gebouwd.
In 1777 werden deze vleugels gesloopt, en ook het monumentale poortgebouw met opschrift: Melius est mori quam facere contra bonam virtutem (Het is beter te sterven dan tegen de goede deugden te handelen). Van de donjon werd de bovenverdieping verwijderd, en de rest werd opgenomen in het nieuwe gebouw. Voorts kwam er een koetshuis en een woning voor het personeel. Ook werd er een tuin aangelegd. De oude kelder bleef gehandhaafd. Deze bestaat uit een kruising van twee gewelven. Het huidige kasteel omvat 12 kamers, een kelder en een zolder.
Het omringende landgoed is 4 ha groot en omvat een Engelse, een Franse, een gazon- en een bostuin. Het wordt zo goed mogelijk in de originele staat gehandhaafd.